# منطقة بانكوك ياي
منطقة بانكوك ياي (بالإنجليزية: Bangkok Yai District)‏ هي منطقة في مدينة بانكوك. يبلغ عدد سكانها 71087 نسمة وذلك حسب إحصائيات سنة 2013. تبلغ مساحتها 6.18 كم².

الموقع في بانكوك